# Potamites
Potamites – rodzaj jaszczurek z podrodziny Cercosaurinae w rodzinie okularkowatych (Gymnophthalmidae).

## Zasięg występowania
Rodzaj obejmuje gatunki występujące w Kolumbii, Ekwadorze, Peru, Brazylii i Boliwii.

## Systematyka

### Etymologia
Potamites: gr. ποταμιτης potamitēs „poszukiwacz wody”, od ποταμος potamos „rzeka”.

### Podział systematyczny
Do rodzaju należą następujące gatunki:
- Potamites ecpleopus (Cope, 1875) – wodnoteid plamoboki[3]
- Potamites erythrocularis Chávez & Catenazzi, 2014
- Potamites hydroimperator Chávez, Malqui & Catenazzi, 2021
- Potamites juruazensis (Avila-Pires & Vitt, 1998)
- Potamites montanicola Chávez & Vásquez, 2012
- Potamites ocellatus (Sinitsin, 1930)
- Potamites strangulatus (Cope, 1868)
- Potamites trachodus (Uzzell, 1966)